# هنگلی، دونگوان
هنگلی، دونگوان (به لاتین: Hengli) یک شهرک در جمهوری خلق چین است که در دونگوان واقع شده‌است.